# Dendrobium nagataksaka
Dendrobium nagataksaka — вид орхідей, описаний у 2019 році.

## Етимологія
Видова назва D. nagataksaka утворена сполученням двох слів — індонезійських «naga» (дракон) і «taksaka» (таксака — в давньоіндійській, яванській та балійській міфології ім'я дракона).

## Поширення
Ендемік індонезійської провінції Папуа на острові Нова Гвінея.

## Опис
Квітка цього виду морфологічно близька до Dendrobium gouldii, але відрізняється довшою середньою пелюсткою в порівнянні з бічними пелюстками, іншою формою маточки та іншою формою кіля на губі.